# Accademia di San Pietro

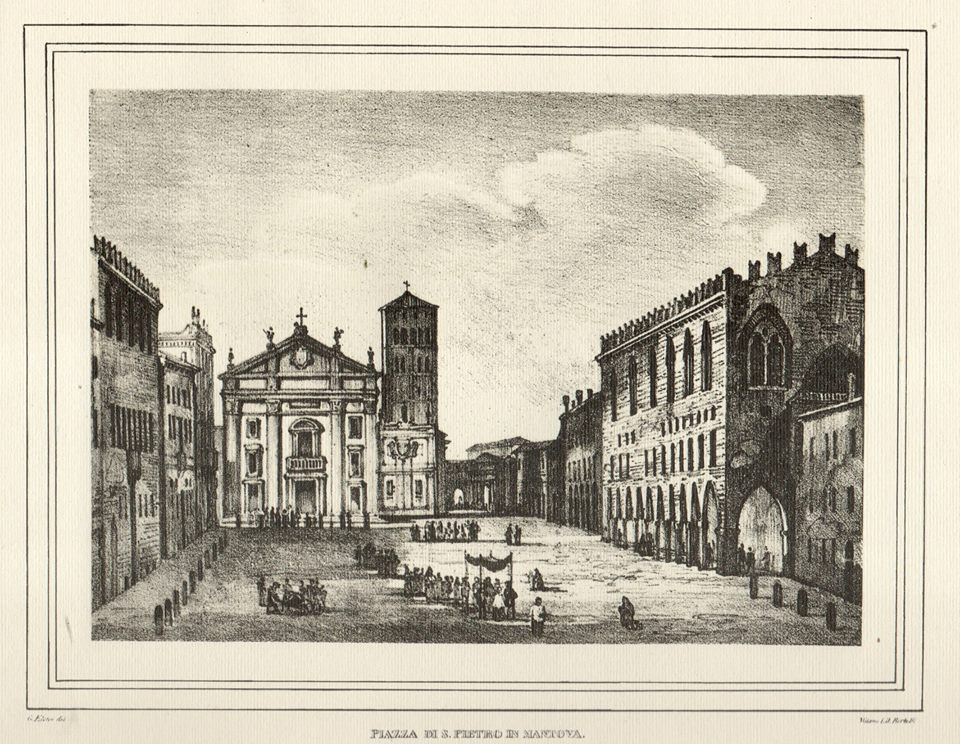
Mantova, Piazza San Pietro nel XVIII secolo.

L'Accademia di San Pietro fu un'istituzione culturale di Mantova, risalente al XV secolo. 
Prese il nome dalla piazza in cui era ubicata ed aveva la propria sede nel palazzo dei marchesi Gonzaga. Riuniva una schiera di poeti, artisti, letterati e filosofi e fu assiduamente frequentata dalla marchesa Isabella d'Este.